# Stephanus Andreae
Stephanus Andreae, floruit 1571, var en svensk kyrkoherde i Bälinge socken, Uppland, och riksdagsman.
Stephanus Andreae var far till Olaus Stephani Bellinus, Christopherus Stephani Bellinus och Johannes Stephani Bellinus.
Han medverkade vid riksdagen 1571.